# Choeronycteris mexicana
Choeronycteris mexicana е вид бозайник от семейство Phyllostomidae. Видът е световно застрашен, със статут Уязвим.

## Разпространение
Видът е разпространен в Ел Салвадор, Гватемала, Хондурас, Мексико и Съединените щати.